# Jean-Pierre Dantan
Jean-Pierre Dantan, più conosciuto come Dantan il Giovane (Parigi, 28 dicembre 1800 – Baden-Baden, 6 settembre 1869), è stato uno scultore francese.

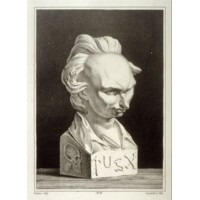
Jean-Pierre Dantan in una caricatura di Nadar

Nato a Parigi, suo padre era intagliatore e fu il primo maestro del figlio. Anche suo fratello Antoine Laurent Dantan (noto come Dantan il Maggiore, 1798-1878) era scultore. Entrambi iniziarono il loro apprendistato sotto l'egida di François-Joseph Bosio, presso la École nationale supérieure des beaux-arts nel 1823. Pur premiato con il Premio di Roma nel 1828, questi è meno conosciuto di Jean-Pierre, noto per le sue sculture di ritratti e caricature di artisti suoi contemporanei. I due fratelli vengono talvolta confusi l'uno con l'altro nell'attribuzione delle opere di cui sono stati autori.

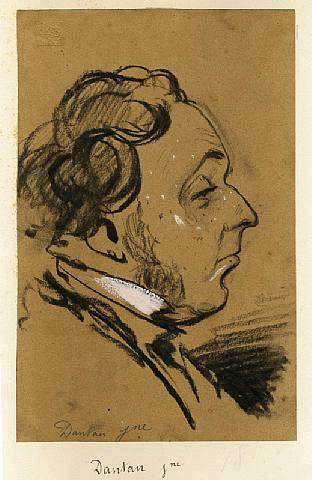
Victor Hugo visto da Dantan

I ritratti di Dantan includono uomini politici di fama (Talleyrand, William Douglas), musicisti celebri (Ludwig van Beethoven, Nicolò Paganini, Vincenzo Bellini, Giuseppe Verdi, 
Franz Liszt, Gioachino Rossini) e noti scrittori  (Victor Hugo, Honoré de Balzac).
Il suo stile espressivo, talvolta al limite del cartoonismo (più assimilabile ai lavori del contemporaneo Honoré Daumier) gli garantì un chiaro successo.
I lavori di Jean-Pierre Danton, così come quelli del fratello Antoine Laurent, si trovano in molti musei e in collezioni private, specialmente in Francia e nel Regno Unito. Il museo Carnavalet di Parigi, particolarmente, detiene una significativa collezione di loro opere, mentre una statua a busto di Jean-Pierre raffigurante il compositore Vincenzo Bellini è conservata al Museo civico belliniano di Catania.
I fratelli Dantan sono sepolti nella tomba di famiglia nel settore IV del cimitero parigino di Père-Lachaise.